# 三葉雙角鮟鱇
三葉雙角鮟鱇，為輻鰭魚綱鮟鱇目棘茄魚亞目雙角鮟鱇科的其中一種，為深海魚類，分布於西北太平洋的日本海域，棲息深度1211-1216公尺，體長可達14公分，生活習性不明，不具任何經濟價值。